# 朝陽炭鉱駅
朝陽炭鉱駅（チョヤンタングァンえき、朝鮮語: 조양탄광역）は、朝鮮民主主義人民共和国平安南道价川市朝陽洞にある駅で、朝陽炭鉱線に属する。

## 隣の駅
朝陽炭鉱線
石間駅 - 朝陽炭鉱駅